# Leopold Haefliger
 Leopold Haefliger (Rufname: Pöldi; * 6. Juli 1929 in Luzern; † 16. Januar 1989 ebenda) war ein Schweizer Kunstmaler, Bühnenbildner und Maskenkünstler. Er war künstlerischer Leiter und Tambourmajor der Luzerner Guggenmusiken Bohème Musig (1951–1976) und Leopolds Alti Garde (1976–1989) sowie Mitbegründer des grössten Fasnachtsverbands, Vereinigte Guuggenmusigen Luzern, bzw. die Vereinigte (1964).

## Leben
Leopold Haefliger hatte fünf Brüder. Sein Vater Leopold senior arbeitete als Bildhauer, seine Mutter als Modistin (Hutmacherin). Die Ausbildung an der Kunstgewerbeschule Luzern endete nach Kurzem mit seinem Rausschmiss. Sein Vater Leopold und der Maler Karl Friedrich Schobinger (1879–1951) führten den jungen Leopold Haefliger in das Handwerk der Kunst ein. Die Familie lebte in äusserst bescheidenen Verhältnissen. Seinen Lebensunterhalt finanzierte er teilweise, indem er in Restaurants seine Masken oder Bilder gegen Mahlzeiten tauschte. Mit dreissig Jahren heiratete er Anna (geborene Sieber), die er in zahlreichen Bildern verewigte. Befreundet war er mit dem Schauspieler Hanns Ernst Jäger, mit dem er seine Freude an Bertolt Brechts Theater teilte, dem Kunstmaler Varlin (1900–1977), den Urguggenmusikern Josef und Erica Ebinger und Max und Alice Baumann sowie Bruno und Josephine Koch.
1960 erhielt Haefliger den Anerkennungspreis des Kunst- und Kulturpreises der Stadt Luzern. Seine letzte Ruhestätte fand er auf dem Friedhof Friedental.

## Werk
Die Motive seiner Bilder umfassen Landschaft, Porträt, Akt, Stillleben und Alltagssituation. Neben Köchen, Kellnern und Kellnerinnen bilden auch Fasnachtsfiguren ein bevorzugtes Sujet. Abstrakte Motive finden sich nur vereinzelt in seinem Frühwerk.
1971/72 arbeitete Leopold Haefliger als Gastbühnenbildner am Theater in Bonn. Er wirkte am Bühnenbild der Dreigroschenoper von Bertolt Brecht mit und übernahm die Verantwortung für die Gesamtausstattung der Kinderoper „Hänsel und Gretel“ von Engelbert Humperdinck. Die zwei Luzerner Guggenmusiken Bohème Musig und Leopolds Alti Garde stattete er über Jahre mit seinen Masken (Grenden) aus. Die Masken stellte er aus Pappmaché her. Obwohl die Maskenformen als auch Pinselstriche grob vereinfacht erscheinen, drücken seine Masken feine Regungen des Staunens, Trauerns, Sinnierens und leisen Kicherns aus. Noch Jahrzehnte nach seinem Tod werden seine Masken von der Bohème Musig an der Luzerner Fasnacht getragen.

## Einflüsse
In seinen Masken lassen sich die Einflüsse seiner drei künstlerischen Wegbereiter ausmachen: Die Bildhauerei seines Vaters Leopold senior, die Malerei seines Lehrers Karl Friedrich Schobinger und die Kunst der Kopfbedeckung seiner Mutter. Als Leopold Haefliger die künstlerische Leitung der Bohème Musig übernahm, kolorierte er zu Beginn die Maskenrohlinge aus der Hand von Bruno Koch, Gründer der Guggenmusiken Mais-Brüder und Bohème Musig. Später setzte er die Maskenproduktion in der Tradition von Bruno Koch fort und entwickelte seinen Stil.
Seine Faszination für die Formenvielfalt afrikanischer und schweizerischer Masken belegt seine umfangreiche Sammlung.
In Leopold Haefligers Malerei sind Einflüsse aus der klassischen Moderne mit den Schwerpunkten Post-Impressionismus und Expressionismus  zu erkennen.
Prägende Künstler für ihn waren James Ensor (1860–1949), der auch als Maler der Masken Weltruhm erlangte, Amedeo Modigliani (1884–1920), Maurice de Vlaminck (1876–1958), Chaim Soutine (1893–1943) und Varlin (1900–1977).

## Fasnachtsaktivist
Nach kurzer Mitgliedschaft bei der Guggenmusik Chatzemusig trat Leopold Haefliger 1951 zur dritten Luzerner Guggenmusik Bohème Musig über.
Leopold Haefliger zählt neben dem Basler Grafiker Josef Ebinger, Gründer der Guuggenmusig, Max Baumann, Gründer der Chatzemusig, und Bruno Koch, Gründer der Mais-Brüder und der Bohème Musig, zu den sog. Luzerner Urguuggern, die die Luzerner Fasnacht in den 50er und 60er Jahren revolutionierten und 1952 mit dem ersten Monsterkonzert den Grundstein für den Monstercorso, den Grossaufmarsch aller Luzerner Guggenmusiken, legten. 1964 war Leopold Haefliger als Tambourmajor und künstlerischer Leiter der Bohème Musig am Zusammenschluss der Luzerner Guuggenmusigen zur Vereinigten mitbeteiligt, deren Fest, das Guuggali, er von Beginn weg mitprägte. Als Fasnachtshauptsitz erkor die „Bohème Musig“ das Restaurant Wilder Mann, das an der Fasnacht bis heute mit Haefligermasken dekoriert wird. 1976 trennte sich Leopold Haefliger im Streit von der Bohème Musig und gründete mit der Familie Koch u. a. die Guggenmusik Leopolds Alte Garde.